# دیسپلازی لوزه‌المعده‌ای–کبدی–کلیوی
دیسپلازی لوزه‌المعده‌ای-کبدی-کلیوی (انگلیسی: Renal-hepatic-pancreatic dysplasia) یک بیماری مادرزادی اتوزومال غالب است که مشخصه‌اش، فیبروز لوزالمعده، دیسپلازی کلیه‌ها و دیس‌زنزی کبد است. این بیماری غالباً بلافاصله پس از تولد نوزاد، منجر به مرگش خواهد شد.
این بیماری نخستین بار در سال ۱۹۵۹ میلادی توصیف شد و به نظر می‌رسد به جهش ژن NPHP3 در ارتباط باشد.